# Pomorski Uniwersytet Medyczny w Szczecinie
 For alternative betydninger, se PMU.
Pomorski Uniwersytet Medyczny w Szczecinie (Det Pommernske Medicinske Universitet i Stettin, på engelsk Pomeranian Medical University in Szczecin, forkortet PMU eller PUM på polsk) er et polsk medicinsk universitet i Szczecin (Stettin) med fire medicinske fakulteter og hospitaler i to byer – Szczecin og Police. Universitetet var grundlagt i 1948. Den første rektor var professor Jakub Węgierko. Nuværende rektor er professor Andrzej Ciechanowicz. 
Forskning og undervisning personale har mere end 620 ansatte, herunder 83 professorer. Antallet af studerende overstiger 4 tusinder, der studerer i 
- Det Medicinske Fakultet med Afdelingen for Uddannelse på Engelsk Sprog,
- Fakultet for Odontologi,
- Fakultet for Medicin og Bioteknologi og Laboratoriemedicin

og
- Det Sundhedsvidenskabelige Fakultet.

- Den hovedbygning på Rybacka Gade 1 i Szczecin
- Powstańców Wielkopolskich Allé og Det Hovedbiblioteket af PMU i Szczecin
- Det sygehus i Police, Siedlecka Gade 2